# Château de Charnes
Pour les articles homonymes, voir Charnes.
Le château de Charnes est un château fort situé sur la commune de Marigny, dans le département de l'Allier, en France.

## Localisation
Le château est situé à un peu plus d'un kilomètre au nord du bourg, en direction de la forêt de Bagnolet.

## Description
L'édifice est précédé d'une cour d'honneur à laquelle on accède par un portail et autour de laquelle s'articulent les communs, dont un grenier à grain avec une charpente en carène de bateau renversée en châtaignier datée de 1617, une chapelle (1720) et un pigeonnier avec son échelle et ses 213 boulins. Le château se compose d'un corps de logis quadrangulaire flanqué de tourelles carrées coiffées de toits à l'impériale amortis par des lanternons polygonaux en ardoise. Dans la tourelle nord, un escalier en vis est le vestige du logis primitif, peut-être du XVIe siècle. À l'extérieur du portail se tenait la basse-cour avec un logement ancien, la Réserve, construite sur les bases d'une tour carrée datant de la fin du XVe siècle, à laquelle est adossé un appentis à colombages. Au 1er étage de la Réserve, une grande pièce carrée, agrémentée d'une fenêtre à meneaux et d'une grande cheminée, est baptisée la chambre du Connétable. En face du portail, une pièce d'eau ancienne, baptisée le Canal, servait à abreuver les bêtes de la basse-cour. On a une belle vue de l'ensemble en se promenant derrière le Canal. Au nord du château, s'étend un verger enclos de murs. La façade postérieure donne sur un jardin à la française en terrasse (1840) et au-delà sur un deuxième étang créé en 2005.

## Historique
Charnes est un château du début du XVIIe siècle sur des bases du XVe ; il a été agrandi en 1812 (aile est, porte ouest, remises sud) et un jardin à la française a été créé en 1840.
En 1696, Jean-Baptiste Legros, maître des Eaux et forêts en la maîtrise de Moulins, achète Charnes. La propriété passe à sa fille, puis à la petite-fille de celle-ci, Gabrielle Rogier, qui épouse en 1801 à Moulins Jean Baptiste Alexandre de Froment, officier, fils de François, baron de Froment, lieutenant-colonel au bataillon de Montluçon, et de Marie Dorothée Alarose. Depuis 1696, la propriété est ainsi restée dans la même famille. 
L'édifice est inscrit au titre des monuments historiques en 1992.